# Planá u Mariánských Lázní (nádraží)
Planá u Mariánských Lázní (dříve německy Plan) je železniční stanice v jihozápadní části města Planá v okrese Tachov v Plzeňském kraji nedaleko Hamerského potoka. Leží na jednokolejných tratích Plzeň–Cheb a Domažlice – Planá u Mariánských Lázní. Stanice je elektrizovaná soustavou 25 kV, 50 Hz AC.

## Historie
Stanice byla vybudována jakožto součást Dráhy císaře Františka Josefa (KFJB) spojující Vídeň, České Budějovice a Cheb, podle typizovaného stavebního návrhu. 28. ledna 1872 byl s místním nádražím uveden do provozu celý nový úsek trasy z Plzně do Chebu, kudy bylo možno pokračovat po železnici do Německa.
16. ledna 1895 otevřela společnost Místní dráha Planá-Tachov železniční spojení své trati s Tachovem, které bylo roku 1910 zprovozněno až do Domažlic. Společnost přistavěla při jižní straně existující staniční budovy vlastní výpravní budovu. Po zestátnění KFJB v roce 1884 pak obsluhovala stanici jedna společnost, Císařsko-královské státní dráhy (kkStB), po roce 1918 pak správu přebraly Československé státní dráhy, místní dráha byla zestátněna až po roce 1935.
Elektrický provoz byl ve stanici zahájen 8. listopadu 1967.

## Popis
Stanicí prochází Třetí železniční koridor, vede tudy jednokolejná trať. Nachází se zde jedno vnější jednostranné a jedno ostrovní nástupiště, k příchodu na ostrovní nástupiště slouží podchod.